# アメリカ陸軍軍楽隊
アメリカ陸軍軍楽隊（英語: United States Army Band）は、アメリカ陸軍が有する軍楽隊である。1922年、ジョン・パーシング将軍によって設立された。このため、「パーシングの子供たち」（Pershing's Own）の愛称でも知られる。2002年以前、陸軍軍楽隊はワシントンD.C.に所在する軍楽隊のうち、海外戦闘任務に参加した唯一の部隊であった。現在は8つのアンサンブル、すなわちアーミー・コンサート・バンド（The United States Army Concert Band）、アーミー・セレモニアル・バンド（The United States Army Ceremonial Band）、アーミー・コーラス（The Army Chorus）、アーミー・ブルース（The Army Blues）、アーミー・バンド・ダウンレンジ（The Army Band Downrange）、アーミー・ヘラルド・トランペッツ（The Army Herald Trumpets）、アーミー・ストリングス（The Army Strings）、アーミー・ブラス・クインテット（The Army Brass Quintet）により構成されている。

## 歴史

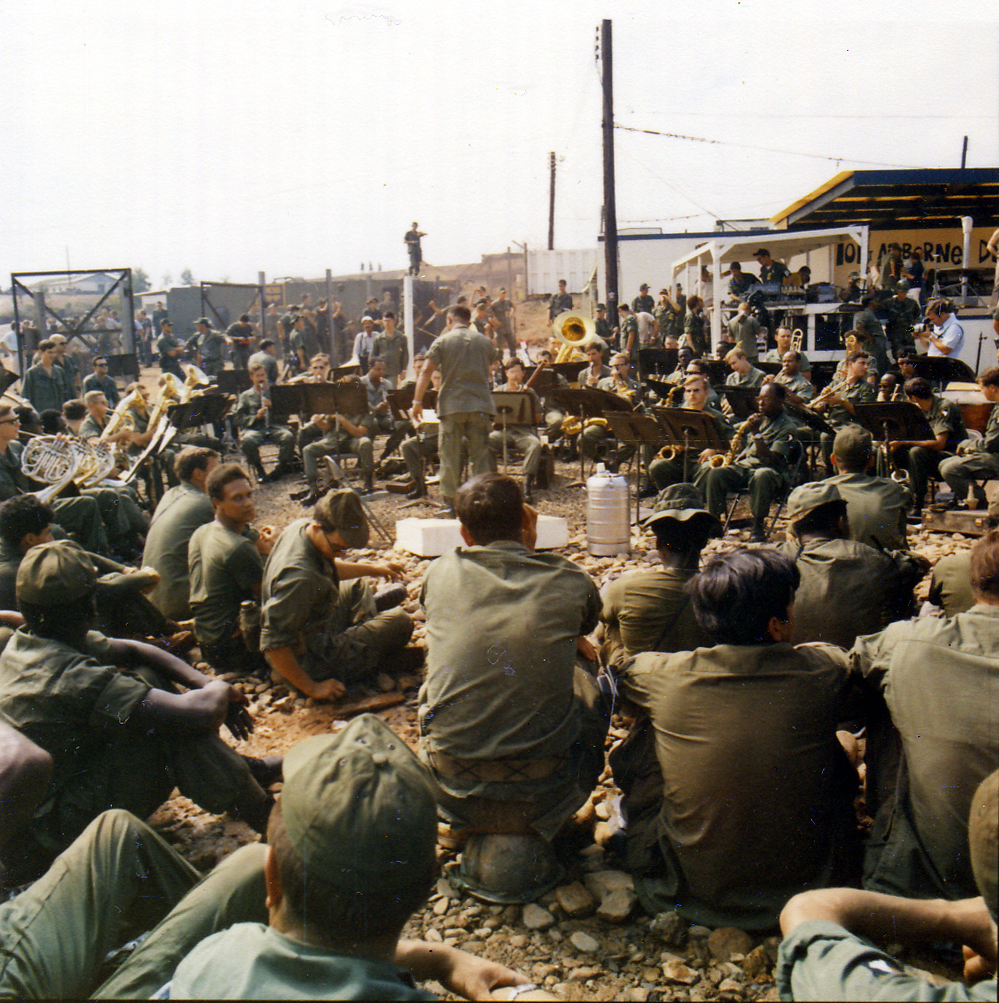
ベトナム共和国・タンソンニャット空軍基地にてクリスマス記念演奏を行う陸軍軍楽隊（1970年12月末）

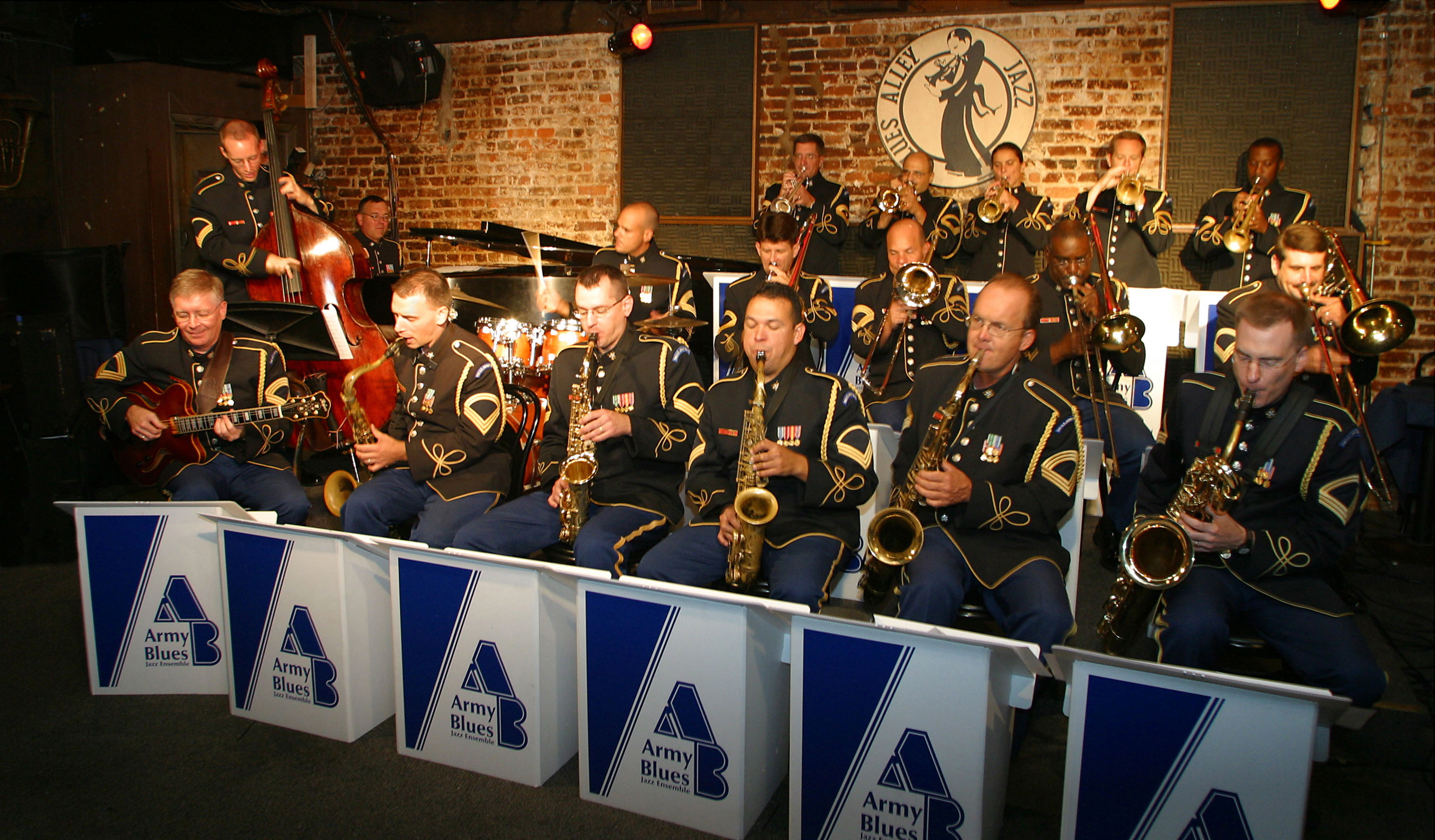
アーミー・ブルース（2008年）

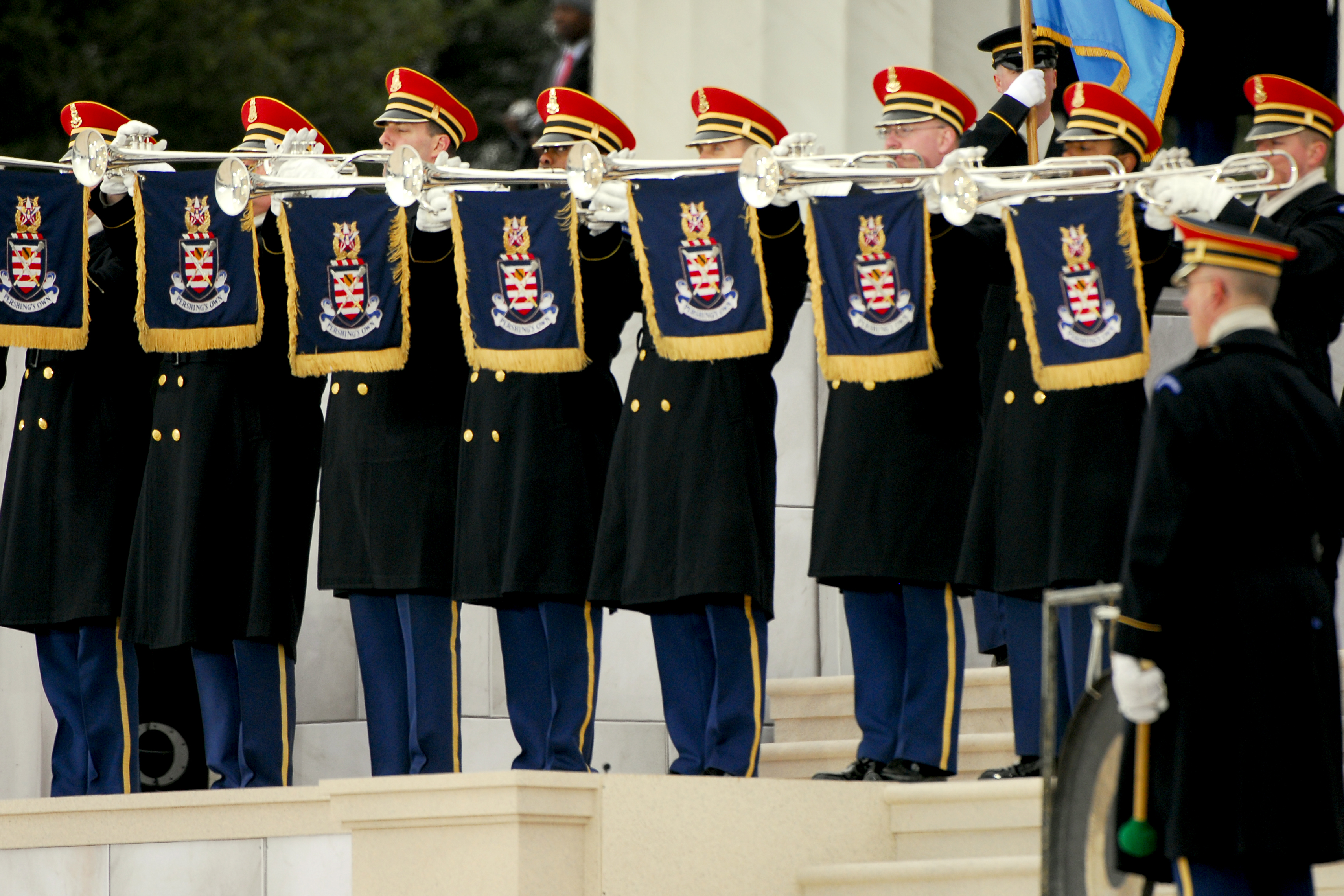
合衆国大統領歓迎のファンファーレを演奏するアーミー・ヘラルド・トランペッツ（2009年）

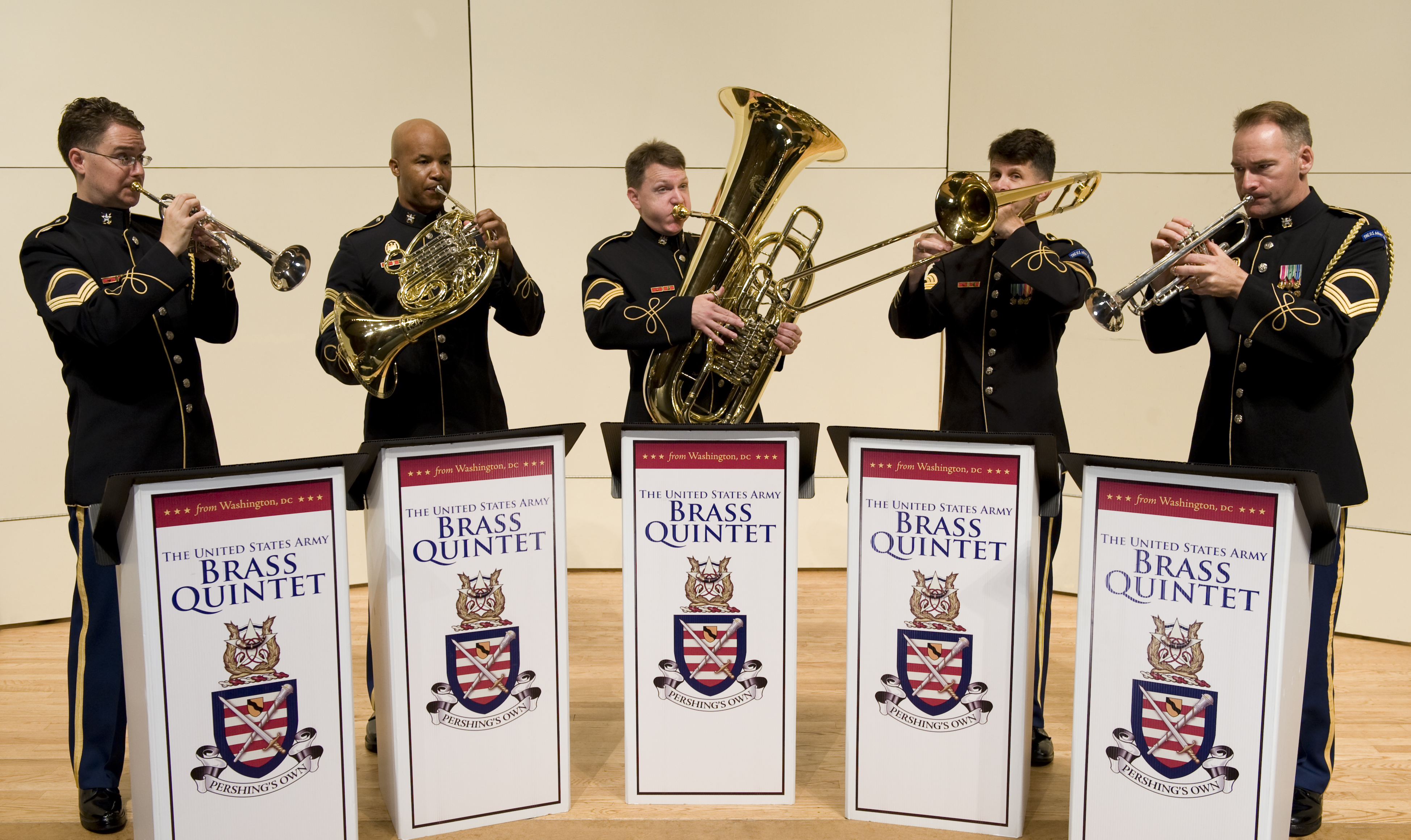
演奏中のアーミー・ブラス・クインテット（2010年）

1922年1月25日、当時陸軍参謀総長を務めていたジョン・パーシング大元帥は、第一次世界大戦中の欧州戦線で自らが目にした各国の軍楽隊を模する形で陸軍軍楽隊の設置を命じた。こうして結成された陸軍軍楽隊は同年中にRCAやCBSなどが参加するミューチュアル・ブロードキャスティング・ネットワークを始めとするラジオネットワークで取り上げられた。1928年から1931年までに4度の全国ツアーを行い、また1929年のイベロ・アメリカ博覧会の際にはスペインで演奏し高く評価された。
第二次世界大戦最中の1943年6月には、前線での慰問演奏を行うために北アフリカ戦線および欧州戦線に派遣された。この際、ラインラント方面での貢献を称えられ、陸軍軍楽隊は従軍リボン（campaign streamer）を受章している。同時期には多数の著名な歌手・作曲家などと共演しており、その代表例としては1950年から数年間行われたフリーダム・シングス・コンサート（Freedom Sings concert）がある。これに参加した歌手・作曲家としては、メトロポリタン・オペラのベース歌手ジェローム・ハインズ、作曲家のパウル・ヒンデミットやパーシー・グレインジャー、ピアニストデュオのウィットモア・アンド・ロウ（Whittemore and Lowe）などが知られる。また、著名な歌手が軍楽隊員として所属していたこともある。1950年代、エディ・フィッシャー、ロバート・ディニー（Robert Dini）、スティーブ・ローレンスといった人気歌手、ハープ奏者ロイド・リンドロース、後にメトロポリタン・オペラのテノール歌手となるジョージ・シャーリー、アナウンサーのチャールズ・オスグッドなどが陸軍軍楽隊に勤務していた。
1963年、ジョン・F・ケネディ元大統領の国葬の際、アーリントン国立墓地にて陸軍軍楽隊所属のラッパ手キース・クラーク（Keith Clark）が葬送ラッパ（Taps）の演奏を行った。1970年代中頃、軍楽隊が練習および演奏を行うための施設としてブルッカー・ホール（Brucker Hall）が設置された。また、この時期にはアーミー・ブルース、アーミー・ブラス・クインテット、アーミー・コラール（Army Chorale, 現在のダウンレンジ）、アーミー・ブラス・バンドが常設のアンサンブルとして公的に編成された。重要なイベントにおいて他部隊将兵との区別を明確にするため部隊章（Coat of Arms）や特別の制服等が制定されたのもこの時期である。以後、1971年の昭和天皇およびリチャード・ニクソン大統領のアラスカ訪問、1976年のアメリカ合衆国200年祭、1980年のレークプラシッド冬季オリンピック、イランアメリカ大使館人質事件後の人質の帰国式典、1982年のノックスビル国際博覧会、1984年のロサンゼルス夏季オリンピックなどで演奏を行った。
陸軍軍楽隊はカナダ、日本、オーストラリアなどの外国でも演奏を行ったほか、アメリカ国内の著名なコンサートホール、例えばカーネギー・ホール、ラジオシティ・ミュージックホール、リンカーン・センターのグッゲンハイム・バンドシェル、ハリウッド・ボウル、ハッチ・シェルなどでも演奏を行った。1984年、陸軍軍楽隊はフランシス・フォード・コッポラ監督作品『友よ、風に抱かれて』の撮影に参加し、レコーディングを行った。
1990年から2000年まで軍楽隊長を務めたL・ブライアン・シェルバーン大佐（L. Bryan Shelburne）のもと、1990年にはヒューストンの経済サミット、ニューヨークの「砂漠の嵐」戦勝記念パレード、ナッシュヴィルのリーバ・マッキンタイアのクリスマススペシャルで演奏を行った。シェルバーン大佐はスウェーデン、オランダ、トルコ、ノバスコシア、スコットランドでの演奏を指揮したほか、ストックホルムで催されたソビエト連邦海軍軍楽隊との国際親善コンサートにも参加している。
1997年11月、陸軍軍楽隊は創設75周年を記念した壮大なコンサートをニューヨークのカーネギー・ホールで開催した。ゲストとして、ウォルター・クロンカイト、チャールズ・オスグッド、ロバータ・ピータース、ジョン・クリークなどが招かれた。2000年4月、ゲイリー・F・ラム大佐（Gary F. Lamb）が陸軍軍楽隊に復帰した。
2002年12月、10人組ポップグループであるダウンレンジは、カントリーミュージシャンのダリル・ワーリー、コメディアンのキャシー・グリフィン、女優のカリー・ターナー、プロレスラーのジョン・"ブラッドショー"・レイフィールド、さらにジャクソンビル・ジャガーズ所属のチアリーダー2名らと共にウズベキスタン、クウェート、アフガニスタンを巡った。これは不朽の自由作戦に参加する将兵のために米国慰問協会（USO）が企画したクリスマス前の慰問ツアーの一環だった。1945年以降、陸軍軍楽隊が海外の作戦地域で演奏を行ったのはこれが初めてだった。2003年にイラクの自由作戦が始まると、この慰問ツアーはホープ・アンド・フリーダム（Hope and Freedom）と題して毎年催されるようになり、さらに大規模なアンサンブルが参加し、イラク各地の駐屯地への訪問も行われた。近年のツアーに参加したその他の著名人としては、カントリーシンガーのマーク・ウィリス、コメディアンのアル・フランケン、ワシントン・レッドスキンズ所属のチアリーダーらなどが知られる。
2005年6月、ラム大佐の退役に伴い、トーマス・ロトンジ・ジュニア大佐（Thomas Rotondi, Jr.）が軍楽隊長に任命された。ロトンジ大佐の前職は陸軍士官学校軍楽隊長であった。
陸軍軍楽隊本部はバージニア州アーリントンのフォート・マイヤーに設置されており、毎年1月には陸軍軍楽隊チューバ・ユーフォニウム会議（The United States Army Band Tuba-Euphonium Conference）、3月にはイースタン・トロンボーン・ワークショップを主催している。

## 軍楽隊長
| 日付      | 肖像 | 名前                                                                 |
| --------- | ---- | -------------------------------------------------------------------- |
| 1922      |      | フランシス・リー准尉（Francis Leigh）                                |
| 1923–1935 |      | ウィリアム・J・スタナード准尉（William J. Stannard）                 |
| 1935–1946 |      | トーマス・F・ダーシー・ジュニア大尉                                  |
| 1946–1964 |      | ヒュー・J・カリー中尉（Hugh J. Curry）                               |
| 1964–1976 |      | サミュエル・R・ロボダ大佐（Samuel R. Loboda）                        |
| 1976–1990 |      | ユージン・W・アレン大佐（Eugene W. Allen）                           |
| 1990–2000 |      | L・ブライアン・シェルバーン・ジュニア大佐（L. Bryan Shelburne, Jr.） |
| 2000–2005 |      | ゲイリー・F・ラム大佐（Gary F. Lamb）                                |
| 2005–2011 |      | トーマス・ロトンジ・ジュニア大佐（Thomas Rotondi, Jr.）              |
| 2011–2014 |      | トーマス・H・パルマティアー大佐（Thomas H. Palmatier）               |
| 2014-2017 |      | ティモシー・J・ホルタン大佐（Timothy J. Holtan）                     |
| 2017–     |      | アンドリュー・J・エッシュ大佐（Andrew J. Esch）                      |

## 編成および解散
- 1922年1月22日、バージニア州フォート・ハントにて陸軍軍楽隊（The Army Band）として設置
- 1948年1月31日、バージニア州フォート・マイヤーにて解散。
- 1949年8月17日、常備軍部隊として再建。1月8日に設置、1月31日に活性化されていた陸軍軍楽隊（活性化）（United States Army Band (active) ）と統合され、新たな部隊名はアメリカ陸軍軍楽隊（the United States Army Band）とされる。

## 軍部隊としての受章

### 従軍記念章
- 第二次世界大戦 - ラインラント

### 勲章等
- 陸軍殊勲部隊章（Meritorious Unit Commendation） - ワシントンD.C. 1969 - 1971
- 陸軍殊勲部隊章 - ワシントンD.C. 1971 - 1973
- 功労部隊章（Army Superior Unit Award） 1987
- 功労部隊章 1992 - 1993

## メディア

### ビデオ
- 大統領万歳を演奏するアーミー・ヘラルド・トランペッツ。
- 序曲『1812年』を演奏するアーミー・コンサート・バンドおよびアーミー・コーラス。指揮はロトンジ大佐。

### オーディオ
| The Army Goes Rolling Along 陸軍公式歌『陸軍は進んで行く』。演奏はアーミー・セレモニアル・バンド。 Army Blue 『アーミー・ブルー』。演奏はアーミー・セレモニアル・バンド。 National Emblem 『国章行進曲』。演奏はアーミー・セレモニアル・バンド。 The British Grenadiers 『ブリティッシュ・グレナディアーズ』。演奏はアーミー・ストリングス。 Four ruffles and flourishes; and Hail to the Chief (long version) 4度のラッフル・アンド・フラリッシュに続き、『大統領万歳』。演奏はアーミー・ヘラルド・トランペッツ。 Flight of the Bumblebee 間奏曲『熊蜂の飛行』。演奏はアーミー・ストリングス。 America the Beautiful 愛国歌『アメリカ・ザ・ビューティフル』。演奏はアーミー・ブラス・クインテット。 Overture to The Marriage of Figaro 序曲『フィガロの結婚』。演奏はアーミー・ブラス・クインテット。 | The Invincible Eagle 『不屈の鷲』（The Invincible Eagle）。演奏はアーミー・セレモニアル・バンド。 The Rifle Regiment 『小銃兵連隊』（The Rifle Regiment）。演奏はアーミー・コンサート・バンド。 Es ist ein Ros entsprungen 『エサイの根より』。演奏はアーミー・コーラス。 National Spirit March 『国民精神行進曲』（National Spirit March）。演奏はアーミー・セレモニアル・バンド。 Washington Grays 『ワシントン・グレイス』。演奏はアーミー・セレモニアル・バンド。 1812 Overture 序曲『1812年』。演奏はアーミー・コンサート・バンド。 Souvenir de Florence 弦楽六重奏曲『フィレンツェの思い出』。演奏はアーミー・ストリングス。 |